# Estudio para un autorretrato-Tríptico, 1985-1986
Estudio para un autorretrato-Tríptico, 1985-1986 es un tríptico pintado entre 1985 y 1986 por el artista irlandés Francis Bacon (pintor). El trabajo es un reconocimiento y examen del efecto de la edad y el tiempo en el cuerpo humano y el espíritu, y fue pintado después de un período en el que muchos amigos cercanos del artista murieron. Aunque ampliamente considerada una obra maestra y una de las obras más personales de Bacon, el tríptico es al mismo tiempo una de sus pinturas menos experimentales y más convencionales. Bacon creía que el cansancio de la vejez y las complicaciones de la fama lo llevaron a apreciar la sencillez como una virtud propia, un sentimiento que intentó transferir a su trabajo. Es el único auto-retrato de cuerpo completo que Bacon hizo. El tríptico ha sido descrito por el crítico de arte David Sylvester como "grande, severo y ascético".

## Historia
Algunos de los mejores amigos de Bacon murieron en los años más próximos a comenzara el tríptico, y su pérdida peso mucho en el artista. En 1979, la dueña del Colony Room de Soho, Muriel Belcher, murió, mientras que en 1981 la hermana menor de Bacon, Winifred, falleció también. Durante la década de 1970, perdió a su amante George Dyer. En una entrevista con David Sylvester en la década de 1980, admitió que sus amigos «han estado muriendo a mi alrededor como moscas, y no he tenido nadie más a quien pintar, sino a mí mismo ... detesto mi propio rostro, y he hecho autorretratos porque no he tenido nada más que hacer».
El estilo de la obra se aleja del formato habitual de Bacon. Es más simétrica y coloca las figuras más céntricamente; en trípticos anteriores las figuras normalmente aparecen colocadas en los paneles exteriores ligeramente hacia el borde. Los tres paneles comparten una superficie fresca, de color marrón claro, mientras que sus figuras son de tamaños inusualmente reducidos. 

## Temas
Estudio para un autorretrato sigue un motivo pictórico que Bacon comenzó a principios de su carrera: un fondo espacialmente uniforme y simple (aunque la línea trasera se curva en el panel central, un recurso que generalmente sólo se ve en trabajos muy posteriores). En este caso, las figuras se mantienen unidas por pares de líneas verticales en el fondo de cada panel. En contraste con la mayoría de las obras de Bacon, el fondo de esta obra referencia al arte contemporáneo, basándose en la quietud de «voz» (1950) de Barnett Newman, mientras que la elegancia de las figuras hace eco de «música» (1910) de Henri Matisse.